# Music fund

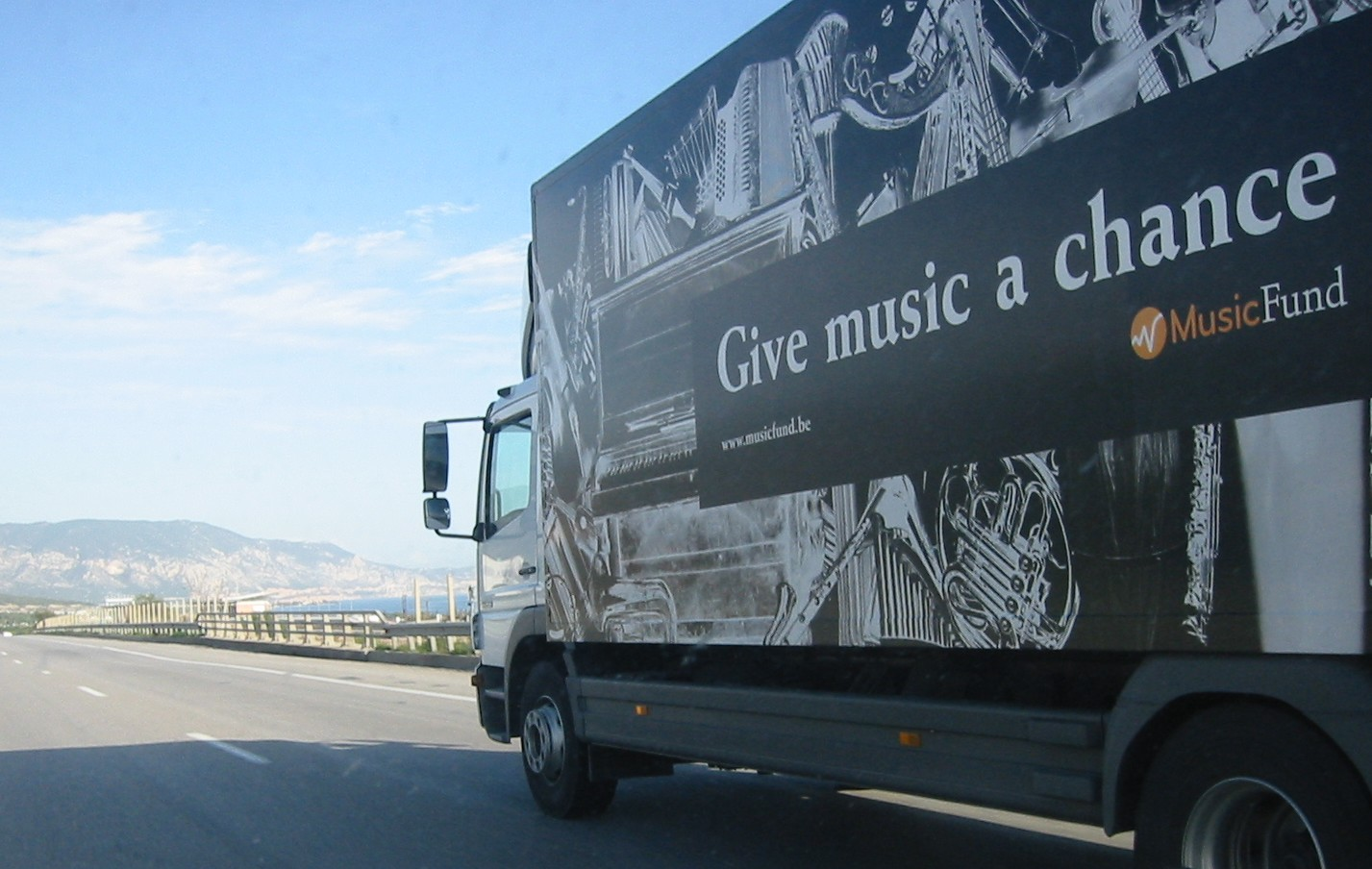
Een vrachtwagen van Music Fund is op weg om muziekinstrumenten af te leveren

Music Fund is een non-profitorganisatie die muziekinstrumenten inzamelt en opleidingen organiseert voor ontwikkelings- en conflictgebieden sinds 2005.
Music Fund is het resultaat van een samenwerking tussen Oxfam-Solidariteit en het muziekensemble Ictus.
De eerste instrumenteninzameling vond plaats in 2005, een jaar na de oprichting van Music Fund, met meer dan 500 instrumenten als resultaat. In december 2005 werd het eerste instrumententransport naar Palestina en Israël uitgevoerd. De volgende inzameling werd naar Kinshasa in Congo en Mozambique (Maputo) gestuurd.
Lokaal organiseert Music Fund, in samenwerking met partnerscholen, opleidingssessies. Ook worden er beurzen toegekend aan studenten voor gespecialiseerde opleidingen, zoals pianostemmer bij organisaties die met Music Fund samenwerken.